# Eudoliche rufitincta
Eudoliche rufitincta là một loài bướm đêm thuộc phân họ Arctiinae, họ Erebidae.